# Racemobambos gibbsiae
Espèce
Racemobambos gibbsiae est une espèce de plantes monocotylédones de la famille des Poaceae, sous-famille des Bambusoideae, originaire de Malaisie.
Son nom binominal lui a été attribué par Richard Eric Holttum dans  The Gardens' Bulletin Singapore en 1956. C'est l'espèce-type du genre Racemobambos. Le basionyme est Bambusa gibbsiae décrit en 1914 par Otto Stapf dans le Journal of the Linnean Society.